# 懷特城 (佛羅里達州聖露西縣)
懷特城（英語：White City）是位於美國佛羅里達州聖露西縣的一個人口普查指定地區。

## 地理
懷特城的座標為27°23′00″N 80°20′00″W / 27.38333°N 80.33333°W，而該地最高點為海拔高度4米（即13英尺）。
根据美国人口普查局的数据，CDP的总面积为 7.1 平方英里（18 平方公里2），全部为陆地。

## 人口
根據2010年美國人口普查的數據，懷特城的面積為18.30平方千米，當中陸地面積為18.30平方千米，而水域面積為0.00平方千米。當地共有人口3419人，而人口密度為每平方千米186人。